# Red Line (Chicago)
| Öffentlicher Nahverkehr in Chicago |
| --- |
| Zug der Chicago 'L' |
| Chicago 'L' |
| Red Line Blue Line Brown Line Green Line Orange Line Pink Line Purple Line Yellow Line |
| METRA |
| - Heritage Corridor - BNSF Railway Line - Milwaukee District/West Line - Milwaukee District/North Line - Southwest Service - North Central Service - Metra Electric Line - Rock Island District - Union Pacific/North Line - Union Pacific/Northwest Line - Union Pacific/West Line |
| South Shore Line |
| |

 Die Red Line ist eine Hochbahnlinie in Chicago und Bestandteil des Hochbahnsystems Chicago 'L'. Sie wird von der Chicago Transit Authority betrieben. Mit über 50,5 Millionen Passagieren pro Jahr ist sie die am meisten genutzte Strecke der 'L'.

## Geschichte
Der älteste Teil der heutigen Red Line ist der südliche Teil der North Side Main Line (auch Howard Line), der bereits 1900 eröffnet wurde. Der Abschnitt State Street Subway entstand im Jahre 1943. Der südliche Abschnitt Dan Ryan Branch wurde größtenteils 1969 in Betrieb genommen.
Die heutige Linie entstand 1993 durch Verbindung der drei Teilabschnitte zu einer großen Linie. Hierzu war es notwendig, eine unterirdische Verbindungsstrecke zwischen State Street Subway und Dan Ryan Branch zu errichten.

## Fahrzeuge
Auf der Strecke verkehren ausschließlich Triebwagen der 2600er Baureihe.

## Streckenführung
Die heutige Strecke ist ca. 35 km lang und besitzt 34 Stationen. Im Abschnitt der State Street verkehrt sie unterirdisch als U-Bahn, ansonsten als Hochbahn. Der Dan Ryan Branch südlich von Cermak-Chinatown liegt ebenerdig im Median des Dan Ryan Expressway.

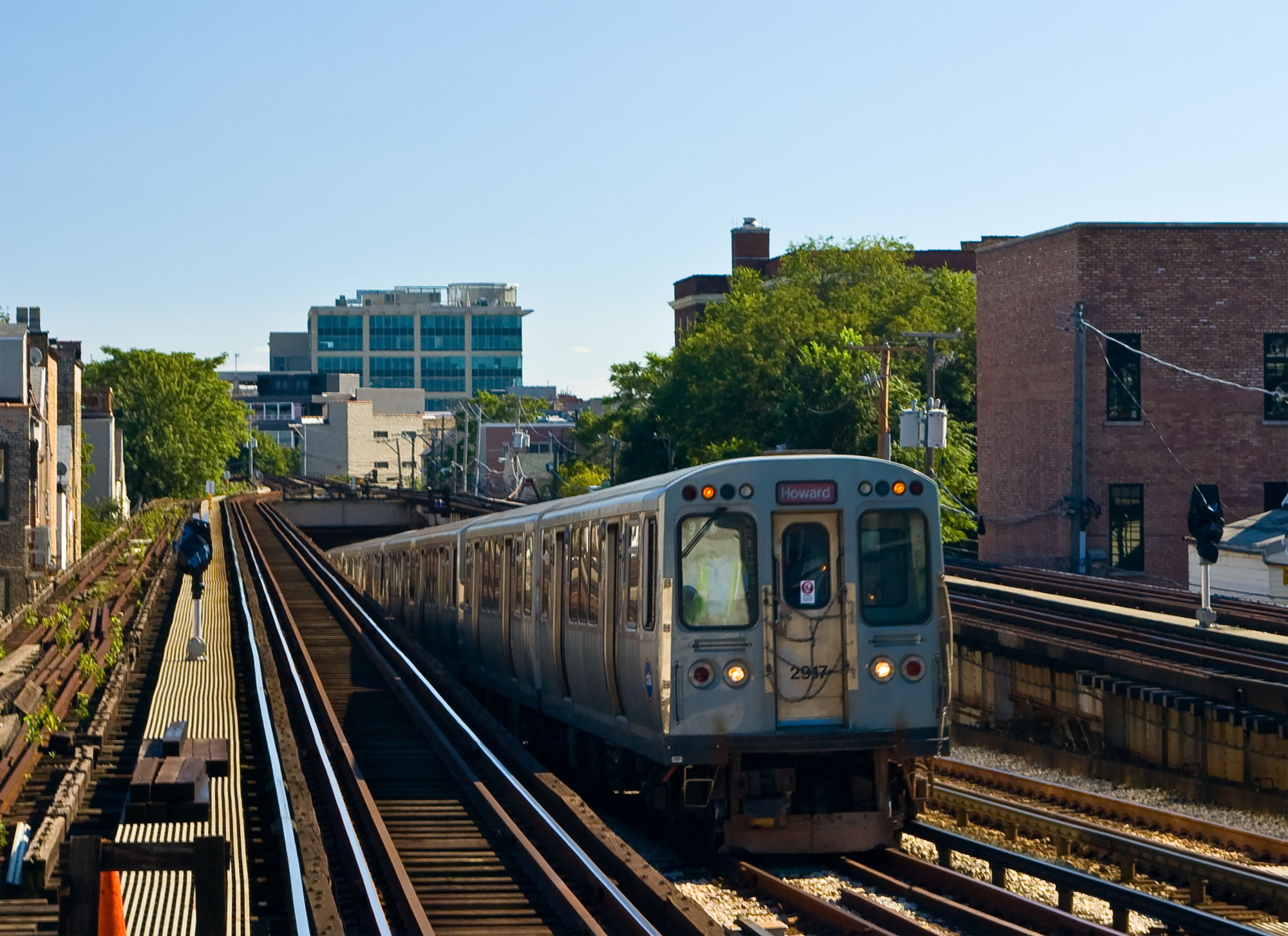
Ein Zug der Red Line verlässt den unterirdischen Teil

## Stationen der Red Line

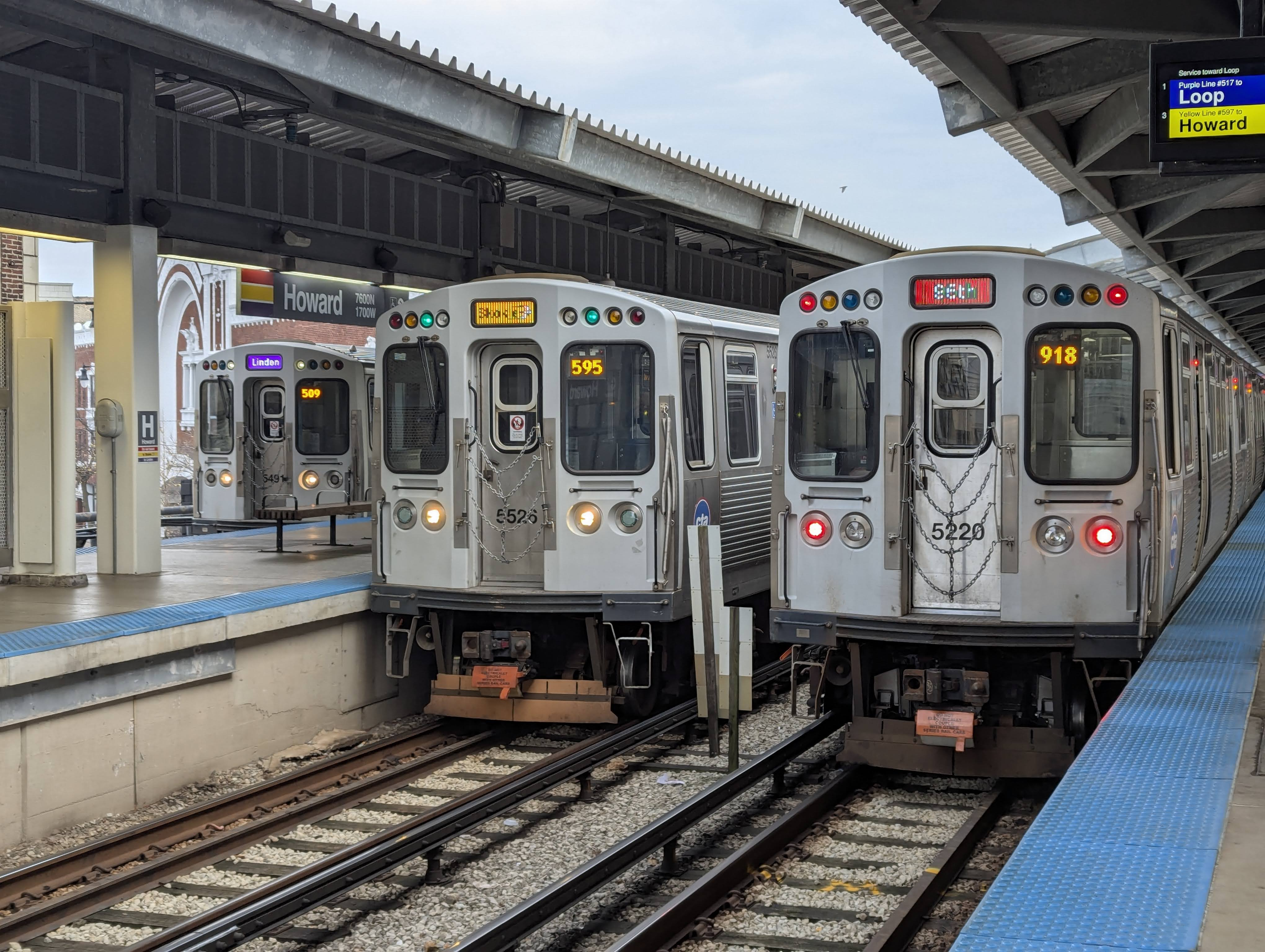
Endstation Howard

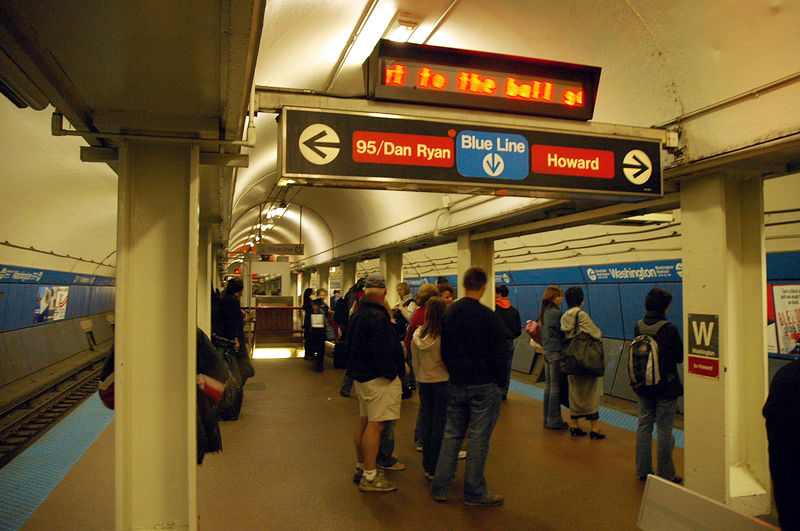
Washington Station

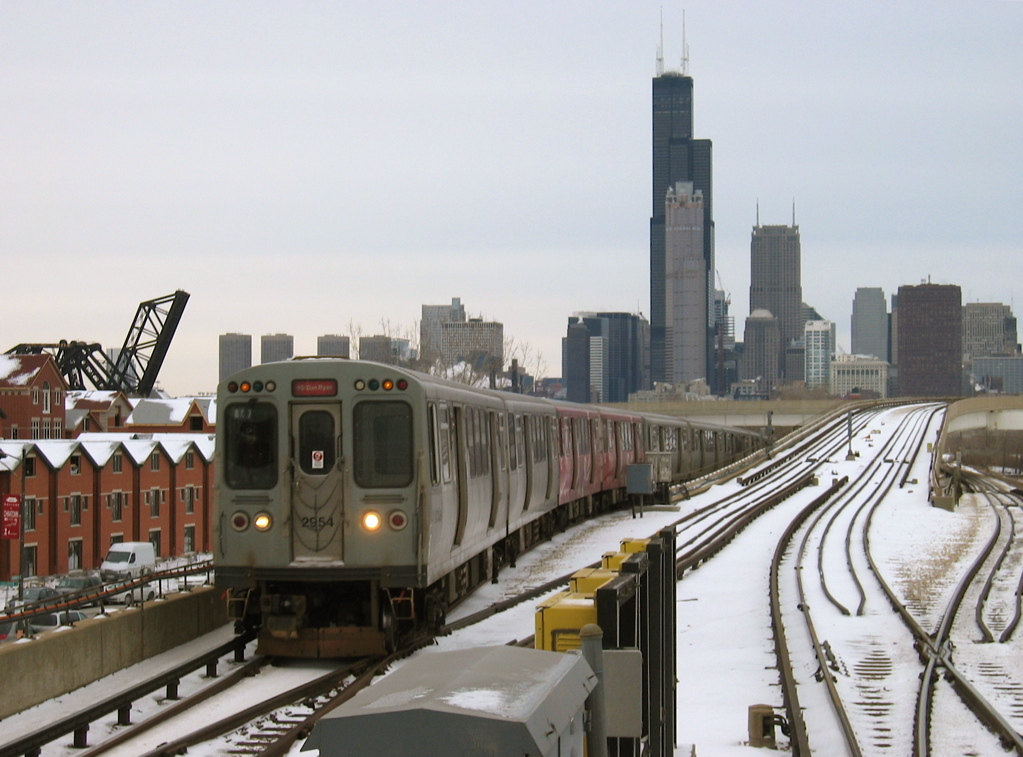
Zug vor Cermak-Chinatown

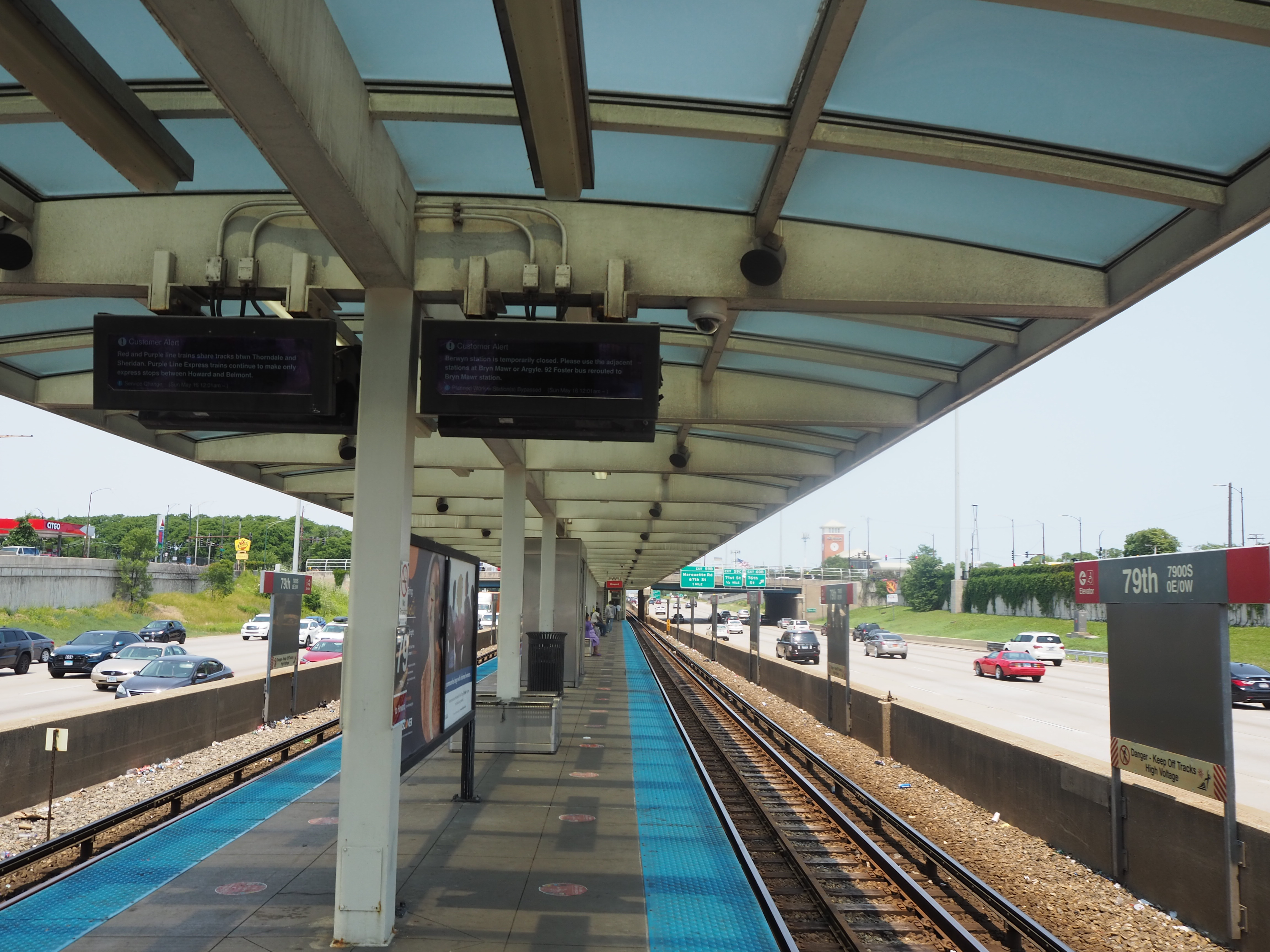
Die Stationen inmitten des Expressway (hier 79th) führen zu signifikanten Lärmemissionen für die wartenden Fahrgäste

North Side Main Line (Howard Branch)
- Howard
- Jarvis
- Morse
- Loyola
- Granville
- Thorndale
- Bryn Mawr
- Berwyn
- Argyle
- Lawrence
- Wilson
- Sheridan
- Addison
- Belmont
- Fullerton

State Street Subway
- North/Clybourn
- Clark/Division
- Chicago
- Grand
- Lake

- Washington (momentan geschlossen)
- Monroe
- Jackson
- Harrison
- Roosevelt

Dan Ryan Branch
- Cermak-Chinatown
- Sox-35th
- Garfield
- 63rd
- 69th
- 79th
- 87th
- 95th/Dan Ryan

## Erweiterung
Im Rahmen des Red Ahead-Programms soll die Red Line nach Süden bis zur Station 130th Street verlängert werden. Dabei sollen die neuen Stationen 103rd Street, 111th Street und Michigan Avenue sowie die ebengenannte 130th Street entstehen.